# Duba
Duba es una localidad saudí situada en el norte de la costa del mar Rojo; pertenece a la provincia de Tabuk. Su población es de unos 22.000 habitantes.